# Gran Morelos
Gran Morelos är en kommun i Mexiko.   Den ligger i delstaten Chihuahua, i den nordvästra delen av landet, 1 200 km nordväst om huvudstaden Mexico City. Antalet invånare är 3 209. Arean är 424 kvadratkilometer.
Terrängen i Gran Morelos är huvudsakligen kuperad, men den allra närmaste omgivningen är platt.
Följande samhällen finns i Gran Morelos:
- La Paz
- Laborcita de San Javier
- Rancho Portillo